# Carlo Liviero
Carlo Liviero (29. května 1866, Vicenza – 7. července 1932, Fano) byl italský římskokatolický duchoví, biskup z Città di Castello, zakladatel kongregace Malých služebnic Nejsvětějšího Srdce. Katolická církev jej uctívá jako blahoslaveného.

## Život
Narodil se dne 29. května 1866 ve Vicenze jako poslední ze čtyř dětí. Pokřtěn byl 30. května téhož roku. Na kněze byl vysvěcen dne 22. prosince 1888. Sloužil jako farář v Galliu a poté v Agnu.
Dne 6. ledna 1910 jej papež sv. Pius X. jmenoval biskupem diecéze Città di Castello. Biskupské svěcení přijal 6. března téhož roku v Padově z rukou biskupa z Padovy Luigiho Pellizzy. Spolusvětiteli byli biskupové Andrea Caron a Tommaso Pio Boggiani. Dne 27. června 1910 byl slavnostně uveden do úřadu.
Inicioval zřízení základní školy, knihovny, biskupské tiskárny, kinosálu a dalších institucí sociální vybavenosti. Nechal také zřídit diecézní týdeník. Roku 1915, během první světové války, založil Zbožné dílo Nejsvětějšího Srdce Ježíšova, které se věnovalo péči o válečné sirotky a opuštěné děti. Dne 9. srpna 1915 založil ženskou řeholní kongregaci Malých služebnic Nejsvětějšího Srdce, jehož členky mají poslání péči o potřebné.
Dne 24. června 1932 byl ve Fanu účastníkem autonehody. Zemřel o dva týdny později 7. července 1932 v nemocnici ve Fanu. Pohřben je v katedrále sv. Florida a Amanzia v Città di Castello.

## Úcta
Jeho beatifikační proces započal dne 5. srpna 1976, čímž obdržel titul služebník Boží. Dne 1. července 2000 jej papež sv. Jan Pavel II. podepsáním dekretu o jeho hrdinských ctnostech prohlásil za ctihodného. Dne 16. prosince 2006 byl uznán zázrak na jeho přímluvu, potřebný pro jeho blahořečení.
Blahořečen pak byl dne 27. května 2007 na náměstí katedrály sv. Florida a Amanzia v Città di Castello. Obřadu předsedal jménem papeže Benedikta XVI. kardinál José Saraiva Martins.
Jeho památka je připomínána 30. května. Bývá zobrazován v biskupském oděvu. Je patronem jím založené kongregace.